# Szczelina w Smytniej
Szczelina w Smytniej – jaskinia, a właściwie schronisko, w Dolinie Kościeliskiej w Tatrach Zachodnich. Wejście do niej znajduje się w Dolinie Smytniej, w Smytniańskich Turniach, na wysokości 1370 metrów n.p.m. Długość jaskini wynosi 7 metrów, a jej deniwelacja 2,5 metrów.

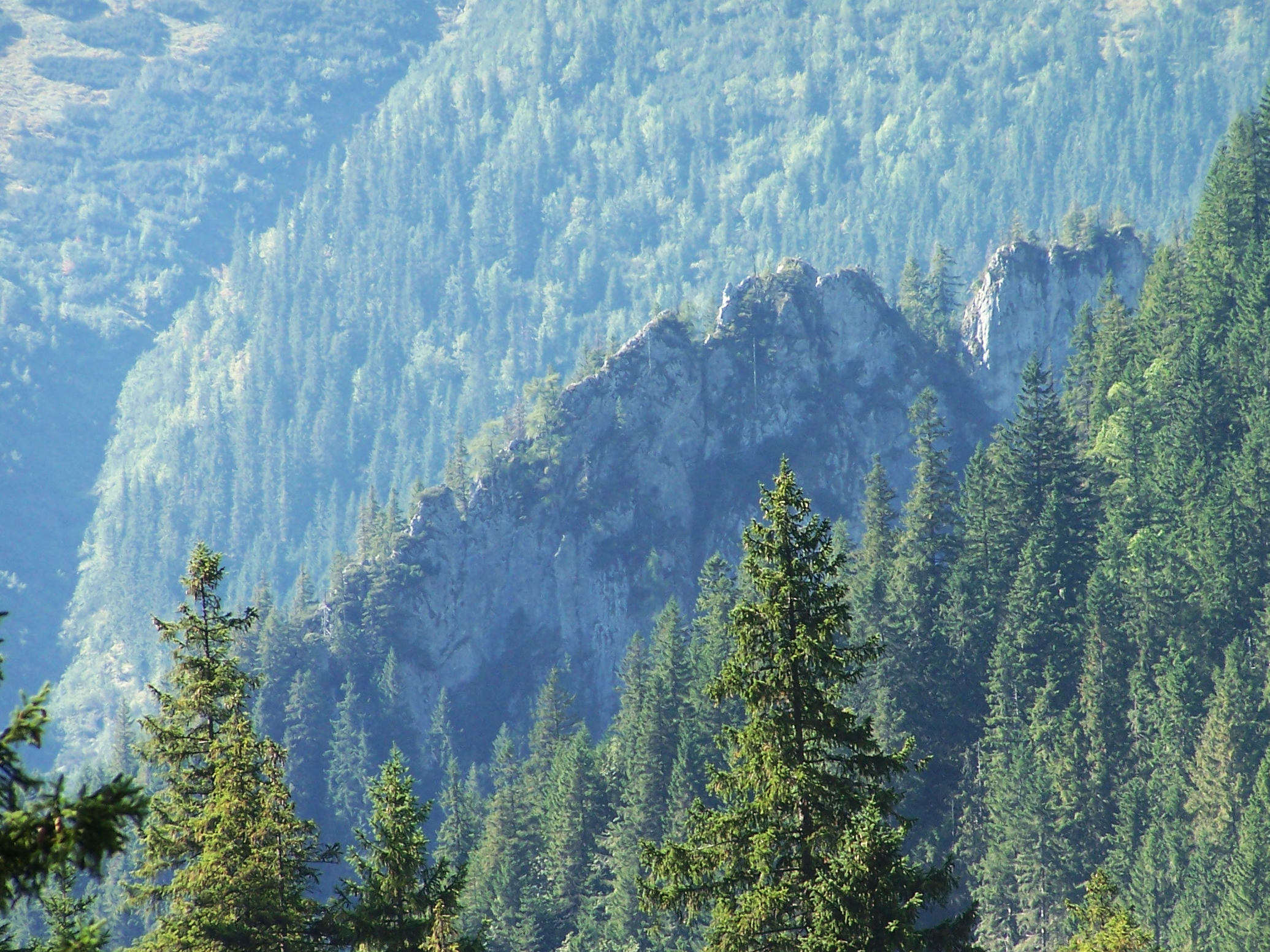
Smytniańskie Turnie

## Opis jaskini
Jaskinię stanowi szczelinowy, idący do góry korytarz zaczynający się w dużym otworze wejściowym, a kończący niewielką salą.

## Przyroda
W jaskini brak jest nacieków. Ściany są suche. Mniej więcej do połowy długości korytarza rosną w nim trawy.

## Historia odkryć
Brak jest danych o odkrywcach jaskini. Jej pierwszy plan i opis sporządziła I. Luty przy pomocy M. Kardasia i A. Oleckiej w 1977 roku.